# 肉搏

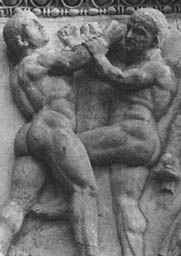
公元2或3世纪罗马浮雕上的潘克拉辛

肉搏是指两个或两个以上的人在短距离內进行身体对抗，並且參與方都不使用槍械之類的远程武器。
但人們在鬥毆時往往會用到格斗武器，如刀、劍、棍棒、槍、斧頭或其他简易武器，如工兵铲。

## 历史
肉搏是已知的最古老的格斗形式。大多数文明都有自己的訓練方法。在古希腊和古罗马实行的潘克拉辛就是其中的一个例子。许多现代常見的武術運動，如拳击和摔跤，在历史上也曾有过。例如凯尔特人的摔跤在泰尔泰恩运动会中就被提及。其他的近身搏斗形式還有古罗马的角鬥士對抗以及中世纪的马上枪术比赛。